# Dirun
Dirun is een bestuurslaag in het regentschap Belu van de provincie Oost-Nusa Tenggara, Indonesië. Dirun telt 2780 inwoners (volkstelling 2010).